# 안니노역
안니노역(러시아어: А́ннино)은 모스크바 지하철 세르푸홉스코 티미랴젭스카야 선의 역이다. 2001년 12월 12일에 개장했다. 안니노 역은 바르샤바 도로(Варщавское шоссе)로 이어진다.